# Ноград (жупанија)
Ноград (жупанија), (мађ. Nógrád megye) је једна од жупанија региона великих равница и северне мађарске у Мађарској, налази се у северном делу Северне мађарске регије.
Жупанија Ноград своје границе дели са Словачком и мађарским жупанијама Пешта, Боршод-Абауј-Земплен и Хевеш. Површина жупаније је 2.544,18 km² а седиште жупаније је град Шалготарјан.

## Географија
Ноград је мађарска жупанија која своје границе дели са Словачком, и на својој територији обједињује четири планинска ланца Матру, Бержењ, Каранч-Медвеш и Черхат.
Највиши врх жупаније је Пискеш-тете са висином од 946 m у Матрама и Човањош који је на граници са пештанском жупанијом, са висином од 938 m. Најнижа тачка жупаније се налази код места Ипољ, код словачке границе у околини Парашапусте.
Од река кроз жупанију протичу Ипељ, Зађва и Галга. Ноград је релативно сиромашан са водом, али је зато доста богат са шумама, чак 40,3% површине је под шумама, што је укупно 18% од укупних површина Мађарске које су под шумама.

## Историја
- Мађарски - Nógrád,
- Латински - comitatus Neogradiensis,
- Словачки - Novohrad,
- Немачки - Neuburg и Neograd.

Историјска вармеђа Ноград је добила име по некадашњој тврђави, данас граду Ноград. Име Ноград се први пут појављује у списима 1303. године.
И поред дуге историје, прва жупанијска кућа је саграђена 1790. године у тадашњем жупанијском седишту у Балашађармату. Тријанонским споразумом је ова жупанија изгубила 43% територије.
После Првог светског рата, 1923. године, остаци Нограда су спојени са сада већ бившом Хонт вармеђом и оформили Ноград и Хонт к. е. е. вармеђу, која је постојала све до 1938. године. После тога по I бечком споразуму, Ноград је добио назад територије које су биле до тада у Чехословачкој, све до 1945. године, када је све враћено у границе које су важиле до пре Другог светског рата.
Данашње жупанијске границе су одређене 1950. године. Некадашње територије Хонт вармеђе су припојене пештанској жупанији и један део такође жупанији Хевеш. Ново име жупаније је постало Ноград а седиште је из Балашађармата пребачено у Шалготарјан.

### Котари у жупанији Ноград
У Ноград жупанији постоји 6 котара.
Котари у жупанији Ноград са основним статистичким подацима:
| Име котара      | Седиште      | Површина (km²) | Број становника (1. јануар 2007) | Број насеља |
| --------------- | ------------ | -------------- | -------------------------------- | ----------- |
| Балашађарматски | Балашађармат | 532,95         | 42.034                           | 29          |
| Батоњтерењешки  | Батоњтерење  | 273,64         | 25.660                           | 14          |
| Пастошки        | Пасто        | 551,58         | 33.362                           | 26          |
| Ретшачки        | Ретшаг       | 435,04         | 25.784                           | 25          |
| Шалготарјански  | Шалготарјан  | 474,61         | 66.488                           | 24          |
| Сечењски        | Сечењ        | 277,69         | 19.702                           | 13          |

### Градови са општинском управом
Жупанија Ноград има 1 градски округ, 5 градова и 125 села.
- Шалготарјан Salgótarján, (39.640) (седиште)

### Градови са статусом носиоца општине
(Списак је по броју становника, попис је из 2001. године, курзивним текстом су написана оригинална имена на мађарском језику) а у заградама је број становника.
- Балашађармат Balassagyarmat, (17,906)
- Батоњтерење Bátonyterenye, (15,207)
- Пасто , (10,330)
- Сечењ , (6,580)
- Ретшаг Rétság, (3,067)

### Општинска насеља
| - Алшопетењ ; - Алшотолд ; - Банк ; - Барна ; - Бечке ; - Бер ; - Берцел ; - Беркење ; - Бокор ; - Боршошберењ ; - Бујак ; - Церед ; - Чече ; - Черхатхалап ; - Черхатшурањ ; - Черхатсентиван ; - Честве ; - Читар ; - Деберчењ ; - Дејтар ; - Диошјене ; | - Дорогхаза ; - Дрегељпаланк ; - Ечег ; - Еђхазашденгелег ; - Еђхазашгерге ; - Ендрефалва ; - Ердекирт ; - Ердетарча ; - Ершеквадкерт ; - Етеш ; - Фелшепетењ ; - Фелшетолд ; - Галгагута ; - Гараб ; - Хехалом ; - Херенчењ ; - Холоке ; - Хонт ; - Хорпач ; - Хуђаг ; - Илињ ; | - Ипољтарноц ; - Ипољвеце ; - Јобађи ; - Кало ; - Каранчаља ; - Каранчберењ ; - Каранчкеси ; - Каранчлапујте ; - Каранчшаг ; - Казар ; - Кесег ; - Кетбодоњ ; - Кишбађон ; - Кишбаркањ ; - Кишечет ; - Кишхарћањ ; - Козард ; - Куташо ; - Легенд ; - Литке ; - Луцфалва ; | - Лудањхаласи ; - Мађаргец ; - Мађарнандор ; - Маркхаза ; - Матраминдсент ; - Матрановак ; - Матраселе ; - Матреселеш ; - Матратерење ; - Матраверебељ ; - Михаљгерге ; - Мохора ; - Нађбаркањ ; - Нађкерестур ; - Нађлоц ; - Нађороси ; - Немти ; - Нежа ; - Ноград ; - Ноградкевешд ; - Ноградмарцал ; | - Ноградмеђер ; - Ноградшап ; - Ноградшипек ; - Ноградсакал ; - Нетинч ; - Ерхалом ; - Ешагард ; - Палоташ ; - Патак ; - Патварц ; - Пилињ ; - Пустаберки ; - Ракоцибања ; - Римоц ; - Ромхањ ; - Шагујфалу ; - Шамшонхаза ; - Шошхарћан ; - Салматерч ; - Санда ; - Сарвашгеде ; | - Саток ; - Сеченке ; - Сечењфелфалу ; - Сендехељ ; - Сенте ; - Силашпогоњ ; - Сирак ; - Сиђ ; - Суха ; - Сурдокпишпек ; - Тар ; - Терењ ; - Терешке ; - Толмач ; - Вањарц ; - Варшањ ; - Вижлаш ; - Забар ; |